# Malé (ö)
Malé är en ö i Maldiverna. På ön finns huvudstaden Malé, som även omfattar grannöarna Villingili, Hulhulé och Hulhumalé. 
Geografiskt tillhör den Norra Maléatollen. 